# مونیر ال بادارین
مونیر ال بادارین (عربی: منير البدارين؛ زادهٔ ۸ ژوئیهٔ ۲۰۰۵) بازیکن فوتبال اهل بلغارستان است.